# Escudo de Benín
El escudo de armas de Benín fue adoptado en 1964 y readoptado en 1990 después de haber sido reemplazado en 1975.   
En la parte superior del emblema está el timbre nacional, que consiste de dos cuernos con mazorcas de maíz rellenos de arena. Se dice que esto simboliza la prosperidad. Bajo el timbre hay un escudo que contiene las armas de Benín.
El escudo está dividido en cuatro cuarteles. El cuartel izquierdo superior contiene un castillo en el estilo de la etnia somba, etnia representativa de la historia de Benín. En el cuartel superior derecho está la Estrella de Benín, la máxima condecoración de la nación. Bajo ella hay un barco, que simboliza la llegada de los europeos a Benín. En el cuartel inferior izquierdo hay una palmera.
El escudo es sostenido por un par de leopardos, el animal nacional de Benín.  Bajo el escudo está el lema de Benín en idioma francés: Fraternité, Justice, Travail, que significa «Fraternidad, Justicia, Trabajo».
El sello de la República de Dahomey está definido por la Ley 21 del 11 de agosto de 1964 como la representación de una canoa cargada con seis estrellas de cinco puntas que navega sobre las olas, acompañada principalmente por un arco con una flecha en forma de palma apoyada de dos cetros en aspa. En la parte inferior una pancarta con el lema que aparece en el escudo.

## Escudo de la República Popular de Benín
Entre 1975 y 1990, la República Popular de Benín –como fue denominado el estado durante el régimen socialista– adoptó un emblema de corte comunista. Se trataba de un emblema redondo de sinople, con una estrella roja en la parte superior y de una rueda dentada en la parte inferior. Alrededor del círculo, una franja de plata con seis mazorcas de maíz de oro, atada con una cinta de gules con las iniciales RPB de sinople. En la base, hay un fajo de cañas al natural.

## Sello de la República de Benín
El sello de la República de Benín es uno de los símbolos oficiales del estado beninés. Está adherido a todos los documentos oficiales del país.

## Descripción
Marca distintiva del Estado, el sello de la República de Benín consta de un disco de 120 mm de diámetro.
En el anverso, representa una canoa cargada con 6 estrellas de 5 rayos navegando sobre olas, acompañado en la cabeza por un arco con flecha de palma sostenido por 2 cetros en aspa. En la parte inferior hay un cartel con el lema Fraternité, Justice, Travail (en español: Fraternidad, Justicia, Trabajo) rodeado por la inscripción con el nombre del país y algunas estrellas.
En el reverso, representa un escudo partido y medio cortado, la primera parte de sinople, la segunda parte de oro y la tercera parte de gules, que son los tres colores de la bandera. El escudo está rodeado por dos palmas al natural, pasadas en forma de aspa.

## Escudos históricos

Escudo de armas del Reino de Dahomey (1600-1904)
Escudo de armas de la República de Dahomey (1958-1964)
Sello de la República de Dahomey según lo definido por la Ley 21 del 11 de agosto de 1964
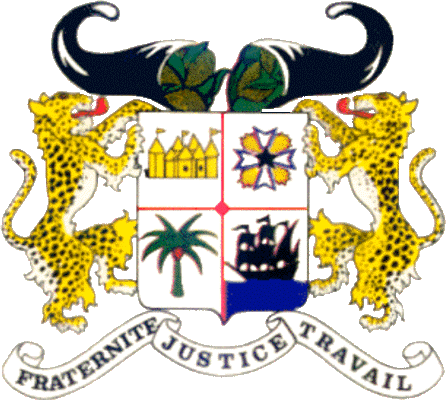
Escudo de armas de Benín (1964-1975)
Escudo de la República Popular de Benín (1975-1990)

- Datos: Q237840
- Multimedia: National coat of arms of Benin / Q237840